# Oxyagrion pseudocardinale
Oxyagrion pseudocardinale – gatunek ważki z rodziny łątkowatych (Coenagrionidae). Znany tylko z dwóch okazów odłowionych w stanach Minas Gerais i São Paulo w południowo-wschodniej Brazylii.
Gatunek ten opisali w 2000 roku J.M. Costa, L.O. Irineu de Souza i T.C. Santos w oparciu o samca odłowionego w lutym 1990 roku w Fazenda da Cachoeira w stanie Minas Gerais. W 2002 roku stwierdzono samca w stanie São Paulo. Samica nie została opisana.